# UFO Interactive Games
UFO Interactive Games, có trụ sở tại City of Industry, California, là một công ty phát hành game của Mỹ chuyên về nội dung trò chơi điện tử tương tác, được phát triển trên nhiều nền tảng, tập trung vào phần mềm chơi game nguyên bản và phổ thông. Là bên thứ ba được cấp phép chính thức của Nintendo of America và Sony Computer Entertainment of America, UFO Interactive Games đã phát hành nhiều tựa game dành cho các hệ máy PlayStation 3, Xbox 360, Nintendo DS, Wii, PlayStation 2 và PlayStation Portable.
Công ty từng phát hành những tựa game được thiết kế để thu hút những game thủ khó tính và công chúng, chẳng hạn như Raiden IV và Balloon Pop, đồng thời cũng đã tung ra một dòng các tựa game phù hợp với nhiều game thủ bình thường, trẻ em và gia đình.
UFO Interactive Games cũng có các mối quan hệ lâu dài và liên kết với các nhà phát triển khác ở châu Á và châu Âu.

## Game do UFO Interactive Games phát hành
- Sega Dreamcast
  - Industrial Spy: Operation Espionage
  - Seventh Cross: Evolution
- PlayStation 3
  - Raiden IV: OverKill - PSN Digital
  - Mamorukun Curse!
  - Heavenly Guardian - PSN PS2 Classics
  - GunShip - PSN PS1 Classics
- Xbox 360[2]
  - Raiden IV
  - Way of the Samurai 3
  - Rock of the Dead
  - Scourge: Outbreak - XBLA
- PlayStation 2
  - Heavenly Guardian
  - Raiden III
- PlayStation Portable[3]
  - Chameleon: To Dye For!
  - Dungeon Maker II: The Hidden War
  - Warriors of The Lost Empire
  - Elminage Original - PSN Digital
- Nintendo 3DS
  - Samurai Sword Destiny (eShop)
  - Balloon Pop 2
  - Zombie Slayer Diox
  - Johnny Kung Fu
- Nintendo DS[4]
  - Chameleon: To Dye For!
  -  Chuck E. Cheese's Alien Defense Force
  -  Chuck E. Cheese's Arcade Room
  -  Chuck E. Cheese's Gameroom
  -  Chuck E. Cheese's Party Games
  -  Chuck E. Cheese's Playhouse
  - Devilish: Ball Bounder
  - Florist Shop
  - Heavy Armor Brigade
  - Interactive Storybook DS: Series 1
  - Interactive Storybook DS: Series 2
  - Interactive Storybook DS: Series 3
  - Kurupoto Cool Cool Stars
  - Monster Rancher DS
  - Monster Racers
  - Labyrinth
  - OMG 26 -- Our Mini Games
  - Professional Fisherman's Tour: Northern Hemisphere
  - Rain Drops
  - Reversal Challenge
  - Rock Blast
  - Smart Boy's Gameroom
  - Smart Boy's Toy Club
  - Smart Boy's Winter Wonderland
  - Smart Girl's Party Game
  - Smart Girl's Playhouse
  - Smart Girl's Playhouse 2
  - Smart Girl's Winter Wonderland
  - Smart Girl's Magical Book Club
  - Smart Kid's Party Fun Pack
  - Smart Kids Gameclub
  - Sudoku Mania
  - Underground Pool
  - Underwater Attack
- Nintendo Wii[5]
  - Anubis II
  - Army Rescue
  - Balloon Pop
  -  Chuck E. Cheese's Party Games
  -  Chuck E. Cheese's Sports Games
  -  Chuck E. Cheese's Super Collection
  - Domino Rally
  - GEON
  - Heavenly Guardian
  - Rock Blast
  - Saint
  - Spy Games: Elevator Mission
  - The Monkey King: The Legend Begins
  - Ultimate Shooting Collection
- Microsoft Windows
  - Fast Beat Loop Racer GT[6]
- PlayStation 4
  - Bubsy: The Woolies Strike Back
  - Raiden V: Director's Cut
- Nintendo Switch
  - Putt-Putt Travels Through Time

## Giải thưởng
- Giải thưởng iParenting Media năm 2007[7]
- The National Parenting Center Seal of Approval Lưu trữ ngày 17 tháng 7 năm 2011 tại Wayback Machine Mùa Thu năm 2007[8]
- The National Parenting Center Seal of Approval Lưu trữ ngày 4 tháng 2 năm 2013 tại archive.today Ngày Lễ năm 2007[8]
- Giải thưởng Children's Technology Review Editor's Choice Lưu trữ ngày 20 tháng 2 năm 2011 tại Wayback Machine năm 2007[9]
- The National Parenting Center Seal of Approval Lưu trữ ngày 3 tháng 3 năm 2016 tại Wayback Machine năm 2008[10]